# Laossina
Koordinaten: 58° 2′ N, 27° 35′ O
Laossina ist ein Dorf (estnisch küla) im Südosten Estlands. Es gehört zur Landgemeinde Setomaa im Kreis Võru (bis 2017 Mikitamäe im Kreis Põlva).

## Einwohnerschaft und Lage
Das Dorf hat 29 Einwohner (Stand 31. Dezember 2011). Es liegt direkt am Peipussee. Nur wenig östlich liegt die heute zu Russland gehörende Insel Kolpina (estnisch Kulkna).

## Geschichte
Der Ort wurde erstmals 1780 unter dem Namen Klavšina urkundlich erwähnt. 1880 wurde die kleine orthodoxe Dorfkapelle (setukesisch tsässon) errichtet. Sie ist der Jungfrau Maria geweiht.
Daneben befindet sich der Friedhof des Dorfes. Auf ihm findet sich noch ein mittelalterliches Steinkreuz.